# Rörsjön (Frostvikens socken, Jämtland)
Rörsjön är en sjö i Strömsunds kommun i Jämtland och ingår i Ångermanälvens huvudavrinningsområde. Sjön har en area på 0,778 kvadratkilometer och ligger 542 meter över havet. Rörsjön ligger i Bjurälven-Korallgrottan Natura 2000-område. Sjön avvattnas av vattendraget Rörsjöbäcken. Vid provfiske har röding och öring fångats i sjön.

## Delavrinningsområde
Rörsjön ingår i det delavrinningsområde (720669-142099) som SMHI kallar för Utloppet av Rörsjön. Medelhöjden är 656 meter över havet och ytan är 7,53 kvadratkilometer. Det finns inga avrinningsområden uppströms utan avrinningsområdet är högsta punkten. Rörsjöbäcken som avvattnar avrinningsområdet har biflödesordning 3, vilket innebär att vattnet flödar genom totalt 3 vattendrag innan det når havet efter 370 kilometer. Avrinningsområdet består mestadels av skog (58 procent) och kalfjäll (32 procent). Avrinningsområdet har 0,78 kvadratkilometer vattenytor vilket ger det en sjöprocent på 10,3 procent.